# Jung Soseong
Jeong Soseong,  Jung Soseong,  Chung So-sung (hangeul : 정소성, Bonghwa, 11 de fevereiro de 1944 – 24 de outubro de 2020), foi um escritor sul-coreano.
Estudou literatura francesa na Universidade Nacional de Seul (doutor em Universidade de Grenoble III).
Mais tarde trabalhou como professor de língua francesa na Universidade Nacional de Chonnam, Universidade Nacional de Chonbuk e Universidade de Dankook desde 1973.
Recebeu os prêmios Dong-in em 1985 pela obra Atene ganeun bae e Yun Dong-ju no mesmo ano por Tteugeo-un gang.
Jung morreu em 24 de outubro de 2020, 76 anos.

## Obras
- 천년을 내리는 눈, 1983, ( Barco para Atenas, Prêmio literário Dong-in, 1985)
- 여자의 성, 1990.
- 안개 내리는 강, 1990.
- 가리마 탄 여인, 1991.
- 제비꽃, 1992.
- 최후의 연인, 1993.
- 사랑의 원죄, 1994.
- 대동여지도, 1994.
- 운명, 1996.
- 태양인, 1997.
- 두 아내, 1999.
- 바람의 여인, 2005.
- 설향, 2012.